# Fútbol en Costa Rica
El fútbol en Costa Rica es el deporte más popular del país, el balompié costarricense se formalizó en el 1921, creándose el primer torneo en el mismo año (1921), como también la creación de la Liga Nacional de Fútbol (Federación Costarricense de Fútbol), dicha organización se formó por los clubes pioneros: Club Sport La Libertad, Sociedad Gimnástica Española de San José, Club Sport Herediano, Liga Deportiva Alajuelense, Club Sport Cartaginés, Club Sport La Unión de Tres Ríos y la Sociedad Gimnástica Limonense.

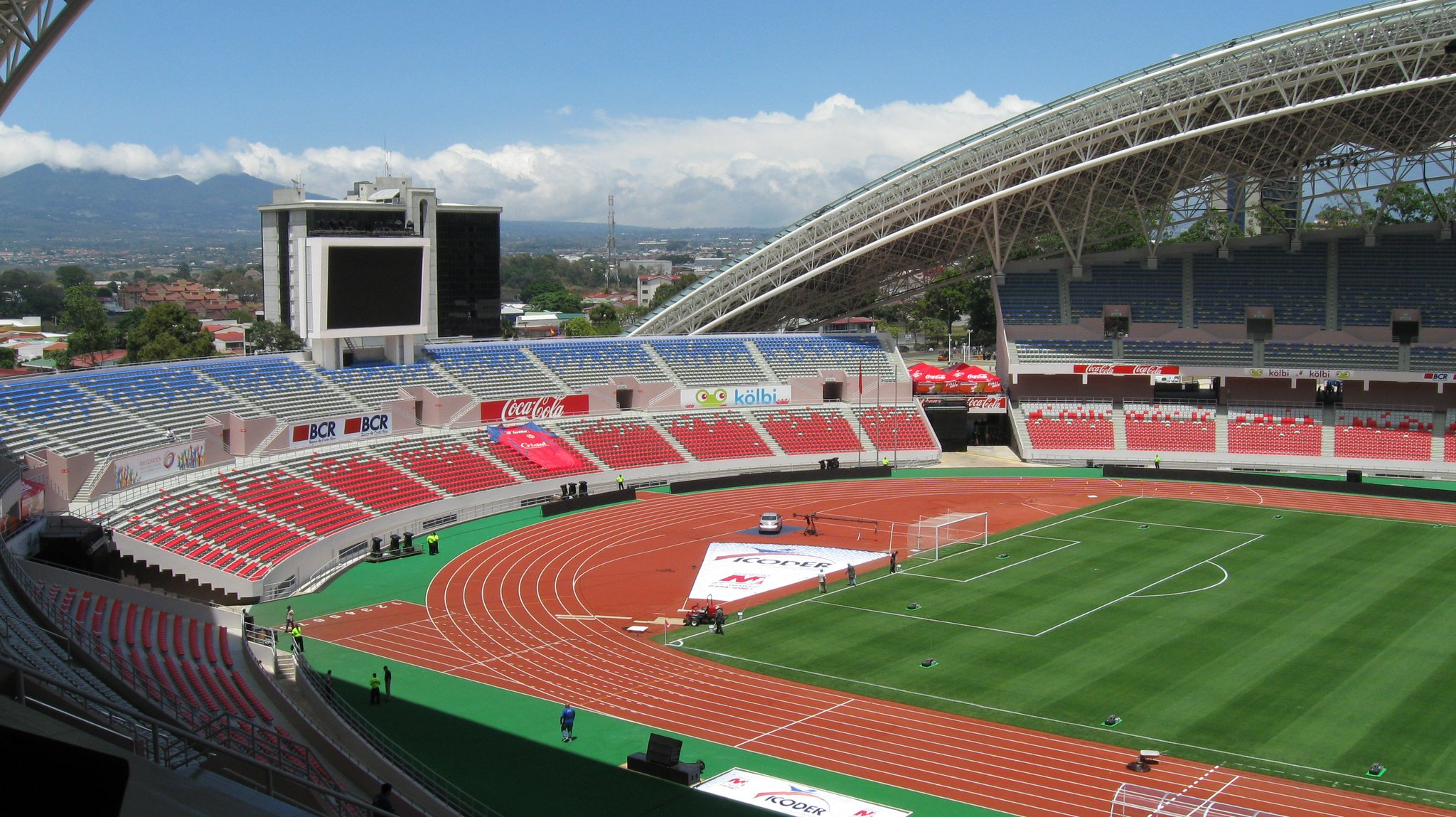
El Estadio Nacional de Costa Rica es el estadio más grande del país

## Historia
El fútbol en Costa Rica se empezó a practicar a partir del 1876, cuando se vieron aficionados practicando la pelota en la Sabana en San José, gracias al ciudadano Oscar Pinto Fernández, en el que regresó al país procedente de Inglaterra y que se reunió con quien fue su compañero de universidad en Europa, Gonzalo Quirós Fonseca.
Entre 1902 y 1904 se rodaba el balón en las plazas de las provincias de Alajuela, Heredia, Cartago y en otras provincias. Hasta Limón llegó el interés debido a que la NorthernRailway Company había empleado en la construcción del Ferrocarril al Atlántico, empleados de ascendencia inglesa que jugaban fútbol.
Entre los primeros clubes formados en este periodo aparecen: el Club Sport El Josefino, establecido el 13 de julio de 1904, Club Sport Costarricense fundado el 10 de agosto de 1904, Club Sport Cartaginés en 1906, el Club Sport El Invencible, Club Sport Monte Líbano, Club Sport Domingueño, fundados en 1904. Debido al crecimiento desmedido de la práctica del fútbol, se vio la necesidad de crear un órgano centralizado que dirigiera y organizara este deporte. Fue así cuando el 3 de noviembre de 1905 se fundó el Club Sport La Libertad, dando el primer paso para organizar el fútbol.

## Selección nacional

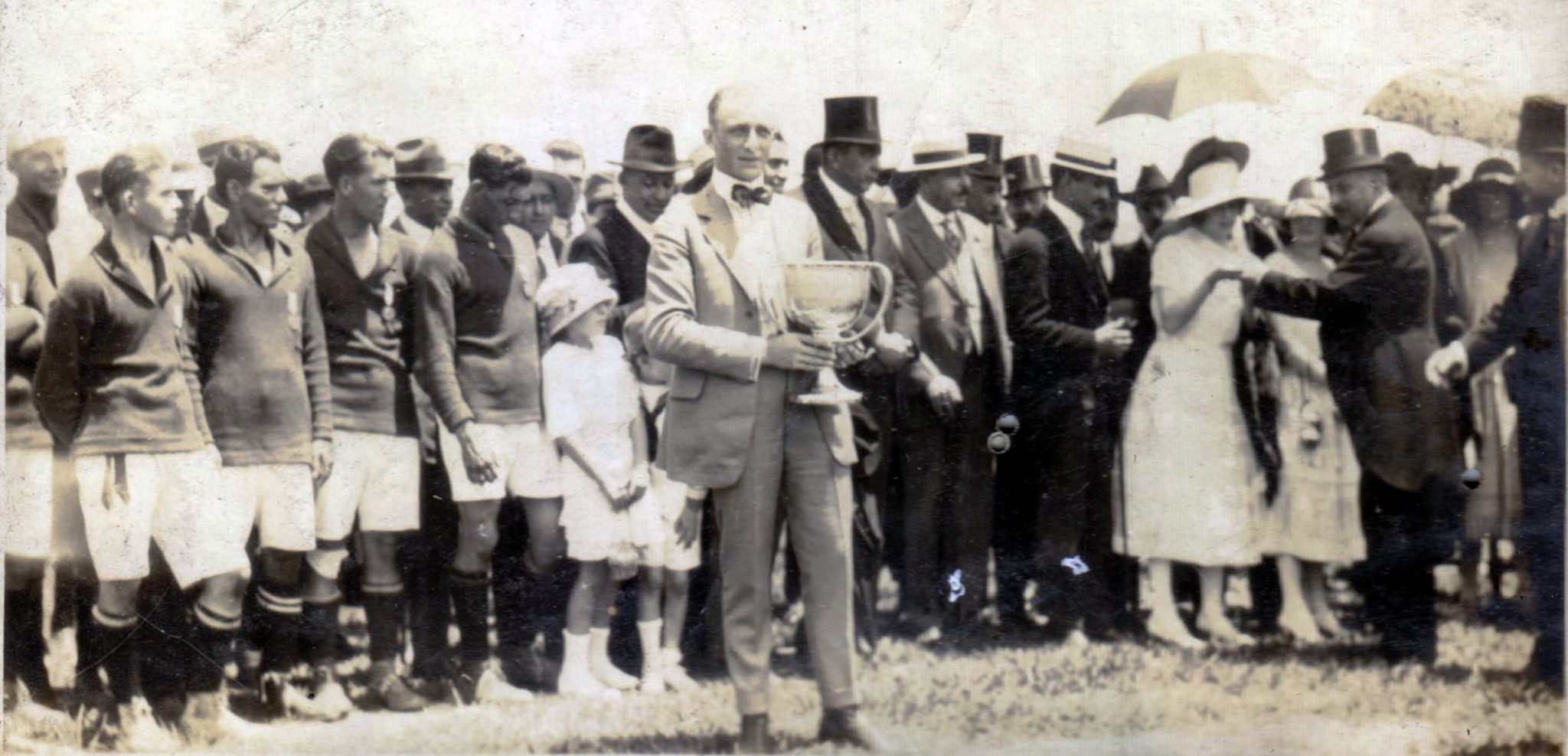
La selección de Costa Rica siendo otorgada su trofeo por el presidente de Guatemala en el 1921

La selección de fútbol de Costa Rica se creó desde el 1921, donde tuvo su debut en los Juegos Atléticos del Centenario de la Independencia de Centroamérica, enfrentándose ante El Salvador el 14 de septiembre del mismo año, donde tuvo un marcador abultado de 7-0, Costa Rica logró avanzar a la final, donde obtuvieron la victoria por 0-6 ante El Salvador, logrando su primer cetro.

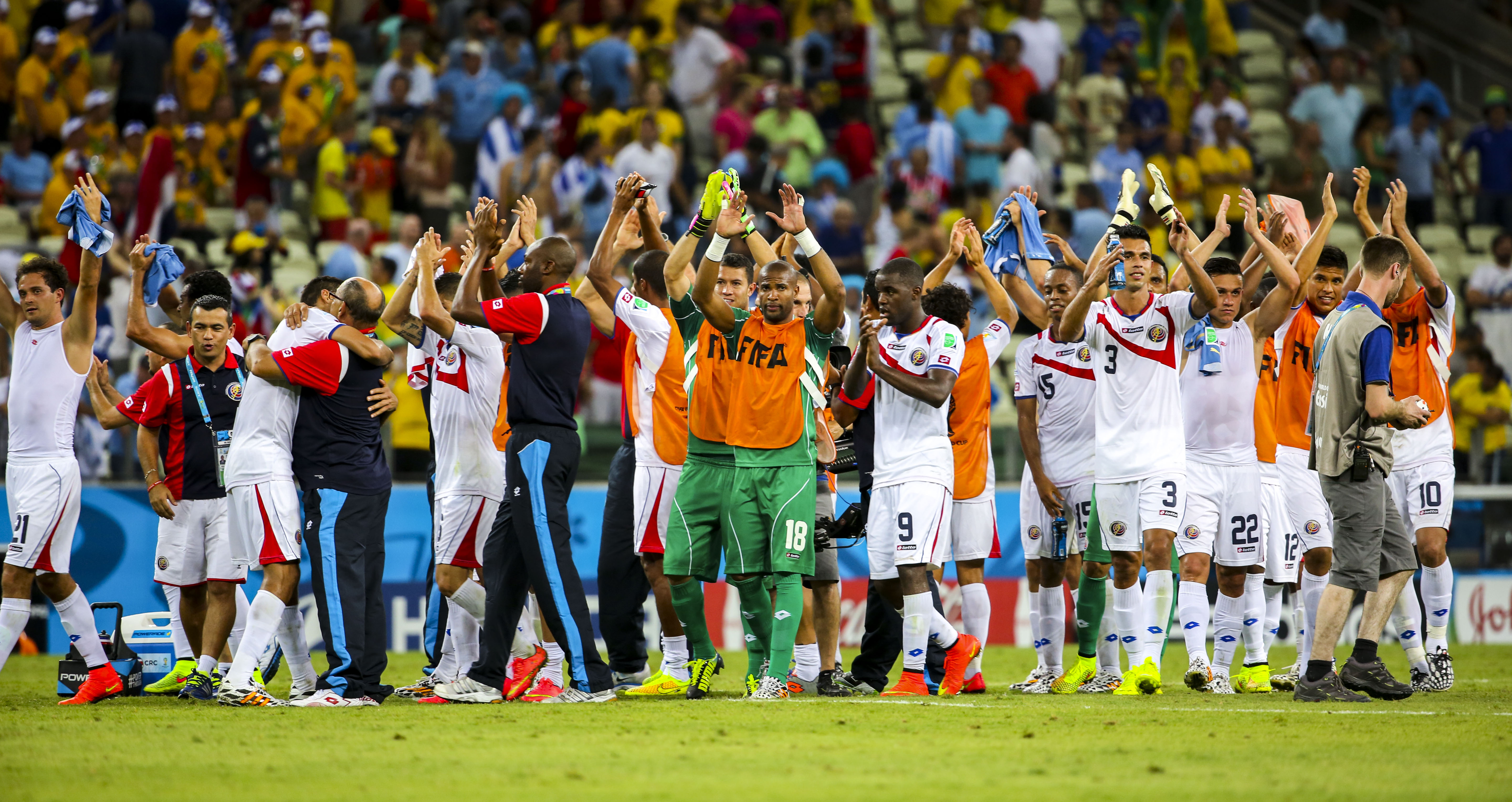
Costa Rica celebrando su victoria ante Uruguay por 3-0

Costa Rica ha disputado seis mundiales, donde su debut protagónico fue en la edición 1990, enfrentando ante rivales como: Brasil, Escocia, Suecia y Checolosvaquia, donde avanzó hasta octavos de final, perdiendo contra Checolosvaquia por 4-1. Su mejor participación más exitosa e histórica fue en la edición de 2014, cuadrada conocidamente en el grupo de la muerte contra selecciones como: Uruguay, Italia y Inglaterra, donde Costa Rica avanzó de líder de fase de grupos, enfrentándose en octavos de final contra Grecia donde el encuentro se definió por penales siendo Costa Rica la selección victoria por 5-3, Costa Rica avanzó hasta cuartos de final contra Países Bajos, donde quedaron empatados en el marcador y fue la derrota en penales por 4-3 la participación de la cita mundialista, Costa Rica se ubicó en la octava posición de la competición.
La selección de fútbol de Costa es la selección centroamericana más laureada ya que posee siete títulos del Campeonato Centroamericano y del Caribe de Fútbol y ocho títulos de la Copa Centroamericana para un total poderío de 15 títulos del área centroamericana. Costa Rica es el país centroamericano que más títulos ha conseguido de la Copa Oro de la Concacaf con tres copas. Como también es el país centroamericano con más participaciones de la Copa América

## Clásico nacional
El clásico del fútbol costarricense son partidos disputados entre el Deportivo Saprissa y la Liga Deportiva Alajuelense, ambos equipos poseen una rivalidad histórica futbolística, donde dividen la pasión del aficionado entre estos dos equipos, rompiendo en taquillas cada vez que un partido es disputado por ambos clubes.